# Ducati DesertX
La Ducati DesertX è una motocicletta prodotta dalla casa motociclistica italiana Ducati dal 2022.

## Descrizione
Presentata inizialmente in forma prototipale, realizzata sulla base della coeva Scrambler, a EICMA nel 2019, dopo due anni di sviluppo ha debuttato in veste definitiva nel dicembre 2021, venendo poi introdotta sul mercato a maggio 2022. La DesertX richiama esplicitamente gli stilemi della Elefant degli anni 80 e 90, due volte vincitrice della Parigi-Dakar e che, seppure commercializzata a marchio Cagiva, era spinta da un bicilindrico Ducati; ciò poiché all'epoca la casa di Borgo Panigale era di proprietà del gruppo varesino dei fratelli Castiglioni. Lo stesso è palese anche nell'estetica della DesertX, che rimanda alla livrea Lucky Explorer della Elefant.
Viene equipaggiata con il motore bicilindrico Testastretta 11° con bancate a V di 90° dalla cilindrata di 937 cm³, posto in posizione trasversale raffreddato a liquido e con distribuzione desmodromica a 8 valvole (4 per ogni cilindro) alimentato da un sistema ad iniezione elettronica indiretta, che eroga 110 CV a 9250 giri/min e 92 Nm di coppia a 6500 giri/min. Il peso si attesta sui 211 kg. La trasmissione è affidata ad un cambio a sei marce con catena.
Il telaio è un classico traliccio in tubi d'acciaio perimetrali, un traliccio anteriore a sostenere la testa e un fazzoletto di rinforzo dove si ancora il forcellone, dotato di una sospensione anteriore con forcella Kayaba a steli rovesciati da 46 mm con 230 mm di escursione, mentre al posteriore trova posto un classico forcellone oscillante in alluminio ancorato ad un monoammortizzatore centrale. Il sistema frenante Brembo è costituito all'avantreno da un doppio disco semiflottante con diametro da 320 mm con pinze a quattro pistoncini, mentre al retrotreno da un disco singolo da 265 mm a doppio pistoncino, fornito di ABS. Gli pneumatici tubeless, che misurano 90/90-21 davanti e 150/70 R18 dietro, sono calzati su cerchi a raggi.